# Europameisterschaften im Gewichtheben 2005
Die Europameisterschaften im Gewichtheben 2005 fanden vom 19. bis zum 24. April 2005 in Sofia, Bulgarien statt.

## Männer

### Klasse bis 56 kg
| Disziplin | Disziplin | Gold        | Gold   | Silber      | Silber | Bronze             | Bronze   |
| --------- | --------- | ----------- | ------ | ----------- | ------ | ------------------ | -------- |
| -56 kg    | Zweikampf | Sedat Artuç | 275 kg | Erol Bilgin | 265 kg | Vitali Dzerbianiou | 260 kg   |
| -56 kg    | Reißen    | Sedat Artuç | 125 kg | Erol Bilgin | 120 kg | Vitali Dzerbianiou | 117,5 kg |
| -56 kg    | Stoßen    | Sedat Artuç | 150 kg | Erol Bilgin | 145 kg | Vitali Dzerbianiou | 142,5 kg |

### Klasse bis 62 kg
| Disziplin | Disziplin | Gold               | Gold     | Silber             | Silber   | Bronze          | Bronze |
| --------- | --------- | ------------------ | -------- | ------------------ | -------- | --------------- | ------ |
| -62 kg    | Zweikampf | Sewdalin Mintschew | 297,5 kg | Adrian Ioan Jigău  | 295 kg   | Stefan Georgiew | 290 kg |
| -62 kg    | Reißen    | Adrian Ioan Jigău  | 132,5 kg | Sewdalin Mintschew | 132,5 kg | Stefan Georgiew | 130 kg |
| -62 kg    | Stoßen    | Sewdalin Mintschew | 165 kg   | Adrian Ioan Jigău  | 162,5 kg | Stefan Georgiew | 160 kg |

### Klasse bis 69 kg
| Disziplin | Disziplin | Gold          | Gold   | Silber    | Silber   | Bronze           | Bronze   |
| --------- | --------- | ------------- | ------ | --------- | -------- | ---------------- | -------- |
| -69 kg    | Zweikampf | Demir Demirew | 335 kg | Ferit Sen | 330 kg   | Mechmed Fikretow | 312,5 kg |
| -69 kg    | Reißen    | Demir Demirew | 150 kg | Ferit Sen | 147,5 kg | Jose Casado II   | 137,5 kg |
| -69 kg    | Stoßen    | Demir Demirew | 181 kg | Ferit Sen | 180 kg   | Mechmed Fikretow | 180 kg   |

### Klasse bis 77 kg
| Disziplin | Disziplin | Gold        | Gold     | Silber            | Silber   | Bronze             | Bronze   |
| --------- | --------- | ----------- | -------- | ----------------- | -------- | ------------------ | -------- |
| -77 kg    | Zweikampf | Taner Sağır | 360 kg   | Sebastian Dogariu | 347,5 kg | Iwan Stoizow       | 345 kg   |
| -77 kg    | Reißen    | Taner Sağır | 167,5 kg | Sebastian Dogariu | 160 kg   | Krzysztof Szramiak | 157,5 kg |
| -77 kg    | Stoßen    | Taner Sağır | 192,5 kg | Iwan Stoizow      | 190 kg   | Sebastian Dogariu  | 187,5 kg |

### Klasse bis 85 kg
| Disziplin | Disziplin | Gold             | Gold   | Silber           | Silber   | Bronze             | Bronze   |
| --------- | --------- | ---------------- | ------ | ---------------- | -------- | ------------------ | -------- |
| -85 kg    | Zweikampf | Ruslan Nowikau   | 375 kg | Valeriu Calancea | 367,5 kg | Arsen Melikjan     | 362,5 kg |
| -85 kg    | Reißen    | Ruslan Nowikau   | 170 kg | Arsen Melikjan   | 165 kg   | Oleksander Cherpak | 165 kg   |
| -85 kg    | Stoßen    | Valeriu Calancea | 205 kg | Ruslan Nowikau   | 205 kg   | İzzet İnce         | 200 kg   |

### Klasse bis 94 kg
| Disziplin | Disziplin | Gold          | Gold     | Silber              | Silber   | Bronze             | Bronze |
| --------- | --------- | ------------- | -------- | ------------------- | -------- | ------------------ | ------ |
| -94 kg    | Zweikampf | Hakan Yılmaz  | 385 kg   | Andrey Skorobogatov | 382,5 kg | Kostjantyn Pilijew | 380 kg |
| -94 kg    | Reißen    | Pavel Harkavy | 177,5 kg | Mikalai Patotski    | 175 kg   | Vladislav Yarkine  | 170 kg |
| -94 kg    | Stoßen    | Hakan Yılmaz  | 215 kg   | Andrey Skorobogatov | 212,5 kg | Kostjantyn Pilijew | 210 kg |

### Klasse bis 105 kg
| Disziplin | Disziplin | Gold                 | Gold     | Silber         | Silber   | Bronze              | Bronze   |
| --------- | --------- | -------------------- | -------- | -------------- | -------- | ------------------- | -------- |
| -105 kg   | Zweikampf | Wladimir Smortschkow | 422,5 kg | Bünyamin Sudaş | 410 kg   | Ramūnas Vyšniauskas | 410 kg   |
| -105 kg   | Reißen    | Wladimir Smortschkow | 195 kg   | Dmitri Lapikow | 190 kg   | Bünyamin Sudaş      | 182,5 kg |
| -105 kg   | Stoßen    | Wladimir Smortschkow | 227,5 kg | Bünyamin Sudaş | 227,5 kg | Ramūnas Vyšniauskas | 227,5 kg |

### Klasse über 105 kg
| Disziplin | Disziplin | Gold                 | Gold   | Silber               | Silber   | Bronze               | Bronze   |
| --------- | --------- | -------------------- | ------ | -------------------- | -------- | -------------------- | -------- |
| 105+ kg   | Zweikampf | Viktors Ščerbatihs   | 450 kg | Jewgeni Tschigischew | 447,5 kg | Aschot Danieljan     | 440 kg   |
| 105+ kg   | Reißen    | Jewgeni Tschigischew | 205 kg | Viktors Ščerbatihs   | 200 kg   | Ara Wardanjan        | 200 kg   |
| 105+ kg   | Stoßen    | Viktors Ščerbatihs   | 250 kg | Aschot Danieljan     | 247,5 kg | Jewgeni Tschigischew | 242,5 kg |

## Frauen

### Klasse bis 48 kg
| Disziplin | Disziplin | Gold                   | Gold     | Silber                 | Silber  | Bronze           | Bronze  |
| --------- | --------- | ---------------------- | -------- | ---------------------- | ------- | ---------------- | ------- |
| -48 kg    | Zweikampf | Swetlana Uljanowa      | 177,5 kg | Rebecca Sires Rodrigez | 175 kg  | Donka Mintschewa | 165 kg  |
| -48 kg    | Reißen    | Rebecca Sires Rodrigez | 80 kg    | Swetlana Uljanowa      | 77,5 kg | Gema Peris       | 77,5 kg |
| -48 kg    | Stoßen    | Swetlana Uljanowa      | 100 kg   | Rebecca Sires Rodrigez | 95 kg   | Donka Mintschewa | 92,5 kg |

### Klasse bis 53 kg
| Disziplin | Disziplin | Gold               | Gold    | Silber            | Silber   | Bronze             | Bronze   |
| --------- | --------- | ------------------ | ------- | ----------------- | -------- | ------------------ | -------- |
| -53 kg    | Zweikampf | Nastassja Nowikawa | 195 kg  | Mărioara Munteanu | 192,5 kg | Natalija Trozenko  | 187,5 kg |
| -53 kg    | Reißen    | Mărioara Munteanu  | 87,5 kg | Estefania Juan    | 85 kg    | Nastassja Nowikawa | 85 kg    |
| -53 kg    | Stoßen    | Nastassja Nowikawa | 110 kg  | Natalija Trozenko | 105 kg   | Mărioara Munteanu  | 105 kg   |

### Klasse bis 58 kg
| Disziplin | Disziplin | Gold             | Gold     | Silber                | Silber | Bronze                | Bronze   |
| --------- | --------- | ---------------- | -------- | --------------------- | ------ | --------------------- | -------- |
| -58 kg    | Zweikampf | Marina Schainowa | 222,5 kg | Aleksandra Klejnowska | 210 kg | Marieta Gotfryd       | 200 kg   |
| -58 kg    | Reißen    | Marina Schainowa | 97,5 kg  | Marieta Gotfryd       | 95 kg  | Aleksandra Klejnowska | 90 kg    |
| -58 kg    | Stoßen    | Marina Schainowa | 125 kg   | Aleksandra Klejnowska | 120 kg | Natasha Radukouskaya  | 107,5 kg |

### Klasse bis 63 kg
| Disziplin | Disziplin | Gold               | Gold   | Silber             | Silber   | Bronze           | Bronze  |
| --------- | --------- | ------------------ | ------ | ------------------ | -------- | ---------------- | ------- |
| -63 kg    | Zweikampf | Swetlana Schimkowa | 235 kg | Dominika Misterska | 220 kg   | Gergana Kirilova | 220 kg  |
| -63 kg    | Reißen    | Swetlana Schimkowa | 105 kg | Gergana Kirilova   | 100 kg   | Michaela Breeze  | 97,5 kg |
| -63 kg    | Stoßen    | Swetlana Schimkowa | 130 kg | Dominika Misterska | 122,5 kg | Gergana Kirilova | 120 kg  |

### Klasse bis 69 kg
| Disziplin | Disziplin | Gold             | Gold     | Silber        | Silber   | Bronze           | Bronze   |
| --------- | --------- | ---------------- | -------- | ------------- | -------- | ---------------- | -------- |
| -69 kg    | Zweikampf | Sarema Kassajewa | 265 kg   | Olga Kiseleva | 252,5 kg | Natalya Davydova | 242,5 kg |
| -69 kg    | Reißen    | Sarema Kassajewa | 120 kg   | Olga Kiseleva | 110 kg   | Natalya Davydova | 110 kg   |
| -69 kg    | Stoßen    | Sarema Kassajewa | 145,5 kg | Olga Kiseleva | 142,5 kg | Natalya Davydova | 132,5 kg |

### Klasse bis 75 kg
| Disziplin | Disziplin | Gold                | Gold     | Silber              | Silber   | Bronze          | Bronze   |
| --------- | --------- | ------------------- | -------- | ------------------- | -------- | --------------- | -------- |
| -75 kg    | Zweikampf | Swetlana Podobedowa | 262,5 kg | Walentina Popowa    | 260 kg   | Rumjana Petkowa | 235 kg   |
| -75 kg    | Reißen    | Walentina Popowa    | 117,5 kg | Swetlana Podobedowa | 115 kg   | Rumjana Petkowa | 107,5 kg |
| -75 kg    | Stoßen    | Swetlana Podobedowa | 147,5 kg | Walentina Popowa    | 142,5 kg | Rumjana Petkowa | 127,5 kg |

### Klasse über 75 kg
| Disziplin | Disziplin | Gold                     | Gold   | Silber        | Silber | Bronze              | Bronze   |
| --------- | --------- | ------------------------ | ------ | ------------- | ------ | ------------------- | -------- |
| 75+ kg    | Zweikampf | Wiktorija Schaimardanowa | 270 kg | Yuliya Dovhal | 260 kg | Jordanka Apostolowa | 242,5 kg |
| 75+ kg    | Reißen    | Wiktorija Schaimardanowa | 125 kg | Yuliya Dovhal | 120 kg | Katerina Roditi     | 110 kg   |
| 75+ kg    | Stoßen    | Wiktorija Schaimardanowa | 145 kg | Yuliya Dovhal | 140 kg | Jordanka Apostolowa | 132,5 kg |

## Medaillenspiegel

### Männer
| Platz | Land      | Gold | Silber | Bronze |
| 1     | Türkei    | 8    | 8      | 2      |
| 2     | Bulgarien | 5    | 2      | 6      |
| 3     | Russland  | 4    | 4      | 2      |
| 4     | Belarus   | 3    | 2      | 3      |
| 5     | Rumänien  | 2    | 5      | 1      |
| 6     | Lettland  | 2    | 1      | 0      |
| 7     | Armenien  | 0    | 2      | 2      |
| 8     | Ukraine   | 0    | 0      | 4      |
| 9     | Litauen   | 0    | 0      | 2      |
| 10    | Polen     | 0    | 0      | 1      |
| 10    | Spanien   | 0    | 0      | 1      |

### Frauen
| Platz | Land                   | Gold | Silber | Bronze |
| 1     | Russland               | 14   | 7      | 0      |
| 2     | Ukraine                | 3    | 4      | 4      |
| 3     | Belarus                | 2    | 0      | 2      |
| 4     | Spanien                | 1    | 3      | 1      |
| 5     | Rumänien               | 1    | 1      | 1      |
| 6     | Polen                  | 0    | 5      | 2      |
| 7     | Bulgarien              | 0    | 1      | 9      |
| 8     | Vereinigtes Königreich | 0    | 0      | 1      |
| 8     | Griechenland           | 0    | 0      | 1      |

## Doping
Der Türke Halil Mutlu (1. Platz 62 kg) wurde wegen Dopings disqualifiziert.